# Belloy-sur-Somme
Belloy-sur-Somme – miejscowość i gmina we Francji, w regionie Hauts-de-France, w departamencie Somma.
Według danych na rok 2011 gminę zamieszkiwało 769 osób, a gęstość zaludnienia wynosiła 58 osób/km² (wśród 2293 gmin Pikardii Belloy-sur-Somme plasuje się na 391. miejscu pod względem liczby ludności, natomiast pod względem powierzchni na miejscu 255.).